# Klass (matematik)
Inom mängdlära och dess tillämpningar inom matematiken, är en klass en samling av uppsättningar (eller ibland andra matematiska objekt) som entydigt kan definieras av en egenskap som alla dess medlemmar delar. Den exakta definitionen av "klass" beror på grundläggande sammanhang. Inom Zermelo-Fraenkels mängdteori, är begreppet klass informellt, medan andra teorier, såsom Von Neumann-Bernays-Gödels mängdteori, axiomerar begreppet "äkta klass", exempelvis som enheter som inte är medlemmar i en annan enhet.
Alla mängder är klasser men alla klasser är inte mängder. En klass är en mängd precis om den är ett element i någon klass. Klasser som inte är mängder kallas äkta klasser. Exempelvis är klassen av alla mängder en äkta klass, liksom klassen av alla kardinaltal. Man kan använda en klassterminologi som är analog med den för mängder, det vill säga man kan tala om delklasser och unioner av klasser etcetera, med den avgörande skillnaden att en äkta klass inte kan vara element i någon mängd eller i någon annan klass.
Utanför mängdläran, används ordet "klass" ibland som synonymt med "mängd". Detta från en historisk period när klasser och uppsättningar inte särskiljdes som inom modern teoretisk terminologi. I många diskussioner om "klasser" under 1800-talet och tidigare är de egentligen hänvisningar till mängder, eller kanske till mer tvetydiga koncept.

## Historik
Behovet av ett allmännare begrepp än mängd uppstod ur en önskan att kunna diskutera exempelvis samlingen av alla ringar eller samlingen av alla mängder på liknande sätt som mängdbegreppet kan användas för exempelvis samlingen av alla heltal. Till att börja med gjordes vissa försök att helt enkelt definiera "mängden av alla mängder (med en viss egenskap)" medelst den så kallade abstraktionsprincipen. Detta innebar dock att "mängd" blev ett självrefererande begrepp på ett sätt som ledde till logiska motsägelser; se vidare Russelparadoxen.
Klassbegreppet fick stor användning inom kategoriteorin.